# August Eskelinen
Aku „August” Eskelinen (ur. 16 lipca 1898 w Iisalmi, zm. 10 czerwca 1987 tamże) – fiński biathlonista, który brał udział w I Zimowych Igrzyskach Olimpijskich w Chamonix.
Eskelinen wspólnie z kolegami z drużyny wywalczył srebrny medal w zawodach patrolu wojskowego.